# Горловина станции

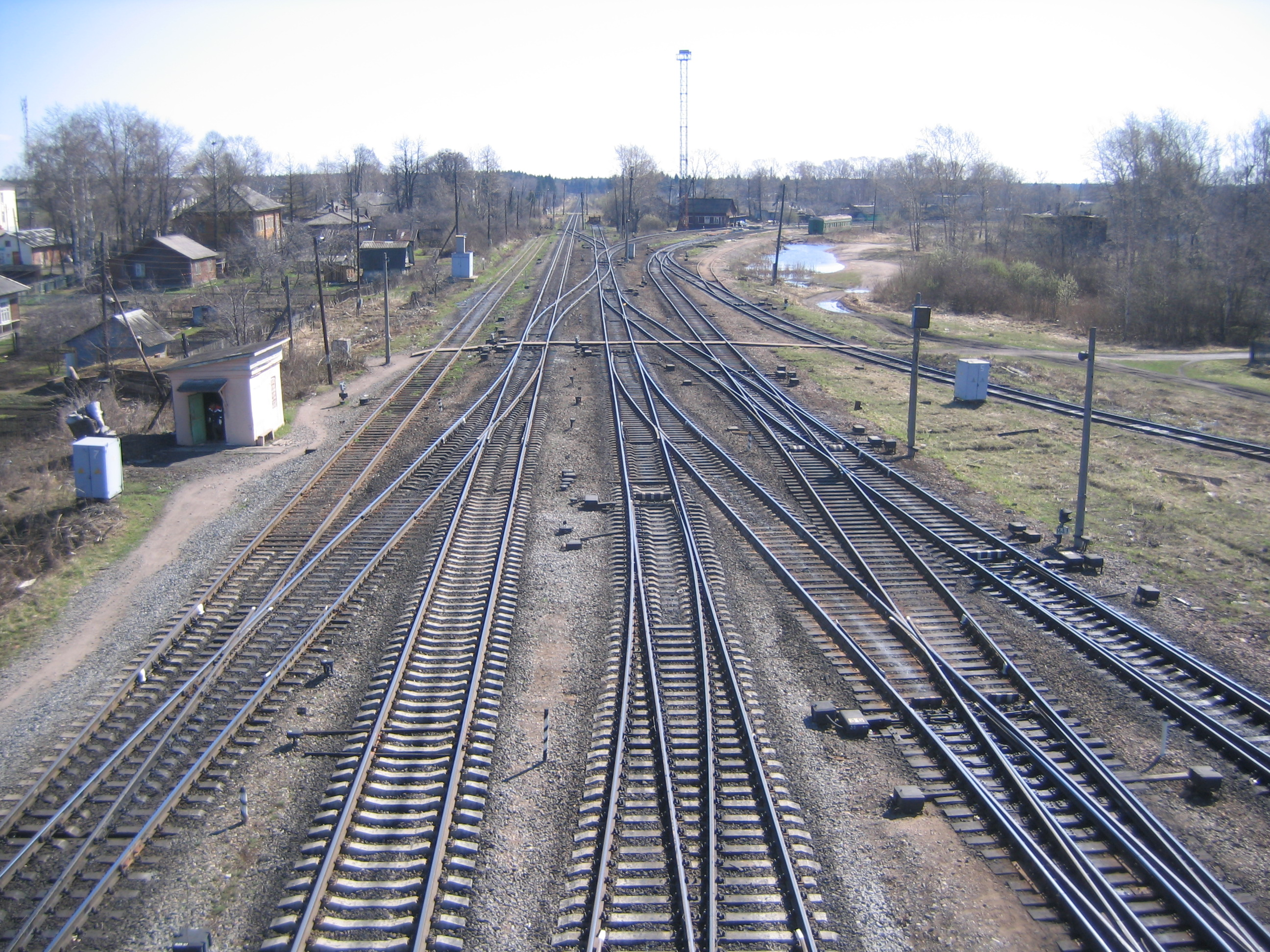
Горловина станции Сонково

Горловина станции — крайняя часть железнодорожной станции, где происходит развитие пути (путей) перегона в пути станции, то есть увеличение числа путей. Своё название получила за сходство в плане с горловиной бутылки. Горловина, через которую на станцию прибывают чётные поезда (следующие на север и восток), называется чётной, через которую прибывают нечётные — нечётной. При ручных стрелках в каждой горловине, как правило, находится стрелочный пост, работник которого (дежурный стрелочного поста) по командам дежурного по станции переводит стрелки, при электроцентрализации (ЭЦ) стрелки управляются дистанционно.
В горловинах также размещаются выходные сигналы (светофоры, на некоторых станциях сохранились старые действующие семафоры), на ЖД стран СНГ имеющие нумерацию (литеры) в соответствии с номерами путей и чётностью отправляемых по ним поездов. Например, выходной светофор Ч5 — чётный выходной с 5-го пути, размещается в нечётной горловине, так как прибывают через неё нечётные поезда, а чётные отправляются.